# Der Himmel ist unschuldig blau
Der Himmel ist unschuldig blau (Originaltitel: Himlen är oskyldigt blå) ist ein schwedisches Filmdrama von Hannes Holm aus dem Jahr 2010. Der Film basiert einerseits auf dem eigenen Leben von Hannes Holm und andererseits lose auf den Memoiren Ursäkta, mitt namn är Broman von Fleming Broman, der 1975 mit der Sandhamnsligan Berühmtheit erlangte. Peter Dalles Rolle Gösta ist Fleming lose nachempfunden.

## Handlung
Martin wohnt als Arbeiterkind in Lidingö. Sein Vater ist Alkoholiker und drangsaliert unter Alkoholeinfluss sowohl Martin als auch dessen Mutter. Sein bester Freund Micke kommt aus bestem Hause, und dessen Familie lädt Martin ein, ihn nach Sandhamn zu begleiten, wo er im „KSSS Segelhotel“ arbeiten könne, um sich etwas Geld dazu zu verdienen. Doch die Arbeit gestaltet sich anders als gedacht und ist so hart, wie sein Chef Gösta ungerecht scheint. Wer von Gösta betrunken erwischt wird, wird nach Hause geschickt. Aber er lernt auch die schöne Jenny kennen, und beide kommen sich bei einer abendlichen Party näher. Doch das Glück hält nicht lange an, denn Gösta bemerkt, dass jemand Bier von ihm stahl, weswegen sich Martin als alleinigen Dieb hinstellt und nach Hause geschickt wird. Aber als er kurz davor steht, nach Hause zu reisen, wird er von Gösta abgefangen und gebeten, noch den einen oder anderen Botengang für ihn zu machen. Und so vollführt er eine Drogenübergabe in der Stadt und bemerkt, wie Gösta in weitere Drogengeschäfte, Bordelle und Glücksspiel involviert ist.
Jenny freut sich indessen zwar, dass Martin nicht abgereist ist, bemerkt aber schnell, dass er nun für Gösta arbeitet, und distanziert sich stark von ihm. Martin hingegen erarbeitet sich Göstas Vertrauen und arbeitet immer mehr für ihn, was sich im Endeffekt auch immer stärker auszahlt. Währenddessen verliebt er sich auch in Jenny und ist schockiert, als er glaubt, dass sie dessen Mädchen ist, weswegen er sofort mit dem Gedanken spielt, nicht mehr für Gösta zu arbeiten. Doch bevor er aussteigen kann, erscheint die Polizei, weswegen er in Panik alle Drogen vernichtet. Und genau deswegen wird er von Göstas Geschäftspartnern zusammengeschlagen. Jenny findet ihn stark verletzt vor und kümmert sich um ihn. Dabei kommen sich beide wiederum näher und fangen an, sich zu küssen. Aber Martin begeht den Fehler zu fragen, in welchem Verhältnis Jenny zu Gösta steht. Jenny wird daraufhin sauer und verrät ihm, dass er ihr Vater sei.
Das führt dazu, dass Martin später betrunken bei Gösta im Restaurant auftaucht und ihm eine Szene macht. Aber Gösta schmeißt ihn raus und empfiehlt ihm, erstmal eine Nacht darüber zu schlafen. Am nächsten Morgen will er ihn überzeugen, dass er ihn braucht, da er ihm vertraut, doch Martin hat sich längst Jenny genähert und schmiedet mit ihr den Plan, gemeinsam zu verschwinden. Allerdings wird Martin vorher von der Polizei geschnappt, die Göstas Machenschaften einen Sommer lang observierten und nun mit Hilfe Martins zuschlagen wollen. Er selbst erklärt sich widerwillig bereit und lässt sich verwanzen. Doch anstatt ihn der Polizei auszuliefern, zeigt er Gösta im Geheimen sein Mikrofon, und dieser zeigt sich von Martins Verhalten so beeindruckt, dass er ins Mikro spricht, alle Schuld auf sich nimmt, Martin herzlichst umarmt, ihm Geld übergibt und im Wissen, geschnappt zu werden, das Mikrofon am nächsten Morgen der Polizei übergibt.
Zwar wird im Endeffekt, trotz anderer Zusagen, Martin auch ins Gefängnis gesteckt, doch Mickes Vater, der Anwalt ist, holt ihn später aus dem Gefängnis. Martin kehrt daraufhin heim, wo er einen Brief von Jenny erhielt, die zuvor alleine floh, schlägt seinen besoffenen Vater k.o. und reist anschließend zu Jenny.

## Kritik
In der schwedischen Tageszeitung Svenska Dagbladet gab Karoline Eriksson dem Film vier von sechs Sternen. Sie meinte auch, dass Hannes Holm sich mit seinen peinlichen Situationen an dem schwedischen Regisseur Måns Herngren orientiere. Außerdem sei Bill Skarsgård ein „solider Protagonist“, der die Geschichte trage und seiner Figur „eine starke natürliche Präsenz verleihe, die Tiefe ausstrahlt“. Allerdings kritisierte sie auch Holms Orientierungslosigkeit, da dieser anscheinend nicht wisse, „welchen Film er eigentlich machen wollte“.
Jan-Olov Andersson gab dem Film in der schwedischen Boulevardzeitung Aftonbladet ebenfalls vier Sterne und meinte, dass Holms Film einen „nostalgischen Blick in die 70er Jahre Schwedens“ werfe. Und neben einem „brillanten Peter Dalle“ sah Andersson die Stärke des Films in „einer Reihe von intimen und interessanten Portraits und die genaue Schilderung einer Zeit, die wieder zurückkommen wird.“
In der schwedischen Tageszeitung Dagens Nyheter meinte Helena Lindblad, dass Holm einen „tiefen Blick in das kollektive Gedächtnis einer unschuldigen Zeit“ werfe. Und obwohl der Komiker Peter Dalle „einige witzige Einzeiler habe, […] sei der Film viel ernster als satirisch.“ Insbesondere Dalle lobte sie allerdings, da er in diesem „nostalgischen Film [über] das verlogene Sandhamn“ einen wunderbaren Kriminellen spiele.
Im Hollywood Reporter lobte Ray Bennett Bill Skarsgård, der mit seinem „frischen Gesicht groß und fesselnd“ wirke. Allerdings bemängelte er auch, dass Holm einerseits die Satire untergrabe und andererseits die Szene am Ende des Films nur „halbherzig zeige“.
Im Variety-Magazin lobte John Anderson das Filmhandwerk um den Kameramann, das Setting sowie den Komponisten, der es schaffe, die Musik Schwedens der 1970er Jahre einzufangen, ohne ABBA zu erwähnen. Außerdem lobte er Holm, der „mit zarter Hand einen soliden Cast“ führen könne.

## Hintergrund
Der Regisseur Hannes Holm verarbeitet in diesem Film nicht nur einen Teil seines eigenen Lebens, sondern auch Teile der wahren Geschichte der Sandhamnsligan, einer Gruppierung, die in den 1970er Jahren im Nobelort Sandhamn mit Drogen handelte. Holm selbst wuchs als Kind einer Tagesmutter auf und arbeitete auch in seiner Jugend für einen Kriminellen. Die Recherchen über die Sandhamnsligan wurden nach nur kurzer Zeit abgebrochen. Holm merkte, nachdem er 10 unterschiedliche Personen in Sandhamn interviewt hatte, wie viele sich teilweise widersprechende Geschichten und Perspektiven es zu dem damaligen Fall gab, so dass er sich entschloss, seine eigene Geschichte zu schreiben und die Fakten nach eigenen Belieben zu nutzen. Auch Fleming Broman traf Holm und gab ihn einerseits das Drehbuch zum Lesen und sprach mit ihm andererseits über die damalige Zeit.
Um mit den Erwartungen des Zuschauers zu spielen, entschied sich der Regisseur Hannes Holm bereits am Anfang einen Blowjob mit einem falschen Penis zu zeigen. Dies wollte er unbedingt zeigen, um zu verdeutlichen, dass der Film unberechenbar sei. Bill war während der Dreharbeiten nicht nackt, sondern saß in Unterwäsche da, worauf der Penis gesteckt wurde. Dabei sah die Attrappe so echt aus, dass ein Nachbar des Hauptdarstellers Bill Skarsgård ihn für einen Psychopathen hielt, als er mit dem Stück nach Hause ging, da er dachte, Bill hantiere mit abgetrennten Körperteilen.

## Auszeichnungen
- eine Auszeichnung beim schwedischen Filmpreis Guldbagge für Peter Dalle als Bester Nebendarsteller und eine Nominierung für Göran Hallberg als Bester Kameramann

## Veröffentlichung
Der Film hatte seine Weltpremiere in Kanada auf dem Toronto International Film Festival am 10. September 2010 und erschien am 15. Oktober 2010 in den schwedischen Kinos. In Deutschland lief der Film unter dem Titel Der Himmel ist unschuldig blau bei den Nordischen Filmtagen in Lübeck vom 4. November bis zum 7. November 2010.